# Collazos de Boedo
Collazos de Boedo település Spanyolországban, Palencia tartományban. Collazos de Boedo Villaeles de Valdavia, Buenavista de Valdavia, Revilla de Collazos, Báscones de Ojeda, Micieces de Ojeda, Olmos de Ojeda, La Vid de Ojeda, Dehesa de Romanos, Olea de Boedo, Villameriel és Villasila de Valdavia községekkel határos. Lakosainak száma 99 fő (2024).

## Népesség
A település népessége az elmúlt években az alábbi módon változott:
| Lakosok száma | 153  | 153  | 146  | 130  | 127  | 121  | 107  | 102  | 97   | 99   |
|               | 2001 | 2004 | 2007 | 2009 | 2012 | 2014 | 2017 | 2019 | 2022 | 2024 |